# 薛石民
薛石民（1943年9月29日—），中华民国陆军二级上将，江蘇省常熟縣人，畢業於桃園高中、陸軍官校36期，在民主進步黨執政時期深受總統陳水扁重用，曾任陸軍空降特戰司令部司令、陸軍金門防衛司令部司令、陸軍馬祖防衛司令部司令、國防部軍事情報局局長、国防部后备司令部司令、国家安全局局长、总统府战略顾问。

## 荣誉

### 中华民国勋章奖章
- 三等宝鼎勋章（2003年8月29日于台北总统府颁授[3]）
- 一等云麾勋章（2007年2月8日于台北总统府颁授[4]）